# Nada Babić
Prof. dr. sc. Nada Babić (Popovac, 10. veljače 1946.), redovni profesor Učiteljskog fakulteta u Osijeku. 
Učiteljsku školu u Osijeku završila je 1965. godine. Studij  pedagogije dipomirala je 1971. godine na Filozofskom fakultetu Sveučilišta u Beogradu. Znanstveni stupanj magistra iz područja pedagogije postigla je 1979. godine na Filozofskom fakultetu u Zagrebu. Na istom fakultetu doktorirala je 1986. godine na temi "Utjecaj govora odraslih na govor i praktične aktivnosti djece u predškolskim ustanovama" te stekla znanstveni stupanj "doktor društveno-humanističkih znanosti iz područja pedagogije".
Od 1965. do 1972. godine radila je u Osnovnoj školi u Josipovcu kod Osijeka u zvanju učiteljice. Od 1972. do 1998. godine radila je na Pedagoškom fakultetu u Osijeku, najprije u zvanju predavača, zatim višeg predavača,  docenta, izvanrednog i redovitog profesora na  Katedri za predškolski odgoj i studiju pedagogije. Izvodila je nastavu iz ovih predmeta: Predškolska pedagogija, Metodika predškolskog odgoja I. i Pedagoška komunikacija (izborni predmet). Od 1999. godine radi na Visokoj učiteljskoj školi u Osijeku odn. na Učiteljskom fakultetu u Osijeku, na Katedri za predškolski odgoj. Na Katedri vodi prethodno navedene predmete, a na Filozofskom fakultetu u Osijeku Metodologiju pedagoških istraživanja. Od 2000.do 2003. godine bila je prodekanica Visoke učiteljske škole. U sklopu nastavne djelatnosti sudjelovala je u izradbi nastavnih planova i programa studija predškolskog odgoja, studija pedagogije te izbornih programa. Kao zagovornica interdisciplinarnog pristupa kontinuirano radi na njegovu ostvarenju u nastavnoj i znanstvenoj djelatnosti.
U razdoblju od 1977. do 1983. godine bila je dva puta (1977. tri mjeseca i 1982/83. deset mjeseci) na znanstvenom i stručnom usavršavanju iz predškolske pedagogije i razvojne psihologije u Moskvi na Moskovskom pedagoškom institutu i Znanstvenom-istraživačkom institutu opće i razvojne psihologije. 
Osnovno područje znanstvenog zanimanja joj je interakcijska paradigma učenja i poučavanja, komunikacijska kompetencija djece i odraslih i obrazovanje predškolskih učitelja. Od 1982. aktivno sudjeluje u znanstvenim projektima kao suradnik istraživač te kao glavni istraživač u projektima:
- Neki aspekti komunikacijskog modela predškolskog odgoja (5-07-123, 1991-1996),
- Razvojni učinci interakcije s roditeljima i odgojiteljima na djetetovu autonomiju (122002, 1996-2001),
- Konstruktivizam i razvojno primjerena predškolska praksa (0245001, od 2002-), Ministarstvo znanosti i tehnologije Republike Hrvatske.

Dosad je objavila tri knjige i brojne znanstvene i stručne radove u domaćim i inozemnim zbornicima i časopisima. Izabrana je u trajno zvanje redovitog profesora. Dobitnica je godišnje nagrade Ivan Filipović za 2004. godinu u području znanstvenog i stručnog rada. 
Izvor:
- Učiteljski fakultet u Osijeku[neaktivna poveznica]
- Dobitnici Državne nagrade Ivan Filipović za 2004. godinu   Arhivirana inačica izvorne stranice od 17. svibnja 2014. (Wayback Machine)